# Ricochet - La maschera della vendetta
Ricochet - La maschera della vendetta (Ricochet) è un film TV del 2011 diretto da Nick Gomez.
In Italia è stato trasmesso il 1º agosto 2015 su Rai 2.